# Ryūichi Hiroki
Ryūichi Hiroki (廣木 隆一, Hiroki Ryūichi) est un réalisateur japonais né en 1954 dans la préfecture de Fukushima. Sa carrière de réalisateur commence en 1982 par un film érotique. Il se spécialise ensuite dans le fantastique avant d'élargir sa palette. Le Festival du film asiatique de Deauville lui a consacré une rétrospective durant son édition 2006.

## Biographie
En 2019 il est membre du jury du 32e Festival international du film de Tokyo, sous la présidence de Zhang Ziyi.

## Filmographie partielle

### Au cinéma
- 1982 : Catch the Woman Out (性虐！女を暴く, Seigyaku! Onna o abaku?)
- 1989 : Virgin Story 4 - Take me to the Skiing (童貞物語４　ボクもスキーに連れてって, Dōtei monogatari 4:Boku mo sukī ni tsuretette?)
- 1990 : A Love Affair With Sawako (さわこの恋 上手な嘘の恋愛講座, Sawako no koi: Jōzuna uso no ren'ai kōza?)
- 1993 : Sadistic City (魔王街 サディスティック・シティ, Maōgai: Sadisuchikku shitii?)
- 1994 : Evil Dream (夢魔, Muma?)
- 1994 : 800 Two Lap Runners
- 1995 : Forever With You (君といつまでも, Kimi to itsu made mo?)
- 1996 : A Love to Melt the Snow (ゲレンデがとけるほど恋したい。, Gerende ga tokeru hodo koi shitai?)
- 1996 : Midori (「物陰に足拍子」より ＭＩＤＯＲＩ, "Monogatari kara ashibyōshi" yori: Midori?)
- 1999 : On a Brighter Day (晴レタ日ニハ…?)
- 1999 : The Night the Angel Turned Away (天使に見捨てられた夜, Tenshi no misuterareta yoru?)
- 2000 : I Am an S&M Writer (不貞の季節, Futei no kisetsu?)
- 2000 : Tokyo Trash Baby (東京ゴミ女, Tōkyō gomi onna?)
- 2001 : Labyrinth of Leg Fetishism (美脚迷路, Bikyaku meiro?)
- 2002 : The Barber’s Sadness (理髪店主のかなしみ, Rihatsu tenshu no kanashimi?)
- 2003 : Vibrator (ヴァイブレータ?)
- 2004 : The Silent Big Man (機関車先生, Kikansha sensei?)
- 2004 : Girlfriend: Someone Please Stop the World (ガールフレンド, Gārufurendo?)
- 2004 : L'Amant (ラマン?)
- 2005 : It's Only Talk (やわらかい生活, Yawarakai seikatsu?)
- 2006 : M
- 2009 : April Bride (余命1ヶ月の花嫁, Yomei ikkagetsu no hanayome?)
- 2010 : Raiou (雷桜?)
- 2011 : Keibetsu (軽蔑?)
- 2013 : Kiiroi zō (きいろいゾウ?)
- 2013 : Daijōbu 3 kumi (だいじょうぶ3組?)
- 2014 : Otoko no isshō (娚の一生?)
- 2015 : Kabukicho Love Hotel (さよなら歌舞伎町, Sayonara Kabukichō?)[1]
- 2016 : Wolf Girl and Black Prince (オオカミ少女と黒王子, Ōkami shōjo to kuro ōji?)
- 2017 : Namiya zakkaten no kiseki (ナミヤ雑貨店の奇蹟?)
- 2018 : Marmalade Boy (ママレード·ボーイ, Mamarēdo bōi?)
- 2018 : Koko wa taikutsu mukae ni kite (ここは退屈迎えに来て?)
- 2021 : Ride or Die (彼女, Kanojo?)
- 2022 : Noise (ノイズ, Noizu?)
- 2022 : Tsuki no michikake (月の満ち欠け?)
- 2022 : Bosei (母性?)
- 2022 : Achira ni iru oni (あちらにいる鬼?)

### À la télévision
- 2016 : Hibana (série Netflix)